# Фаворське світло

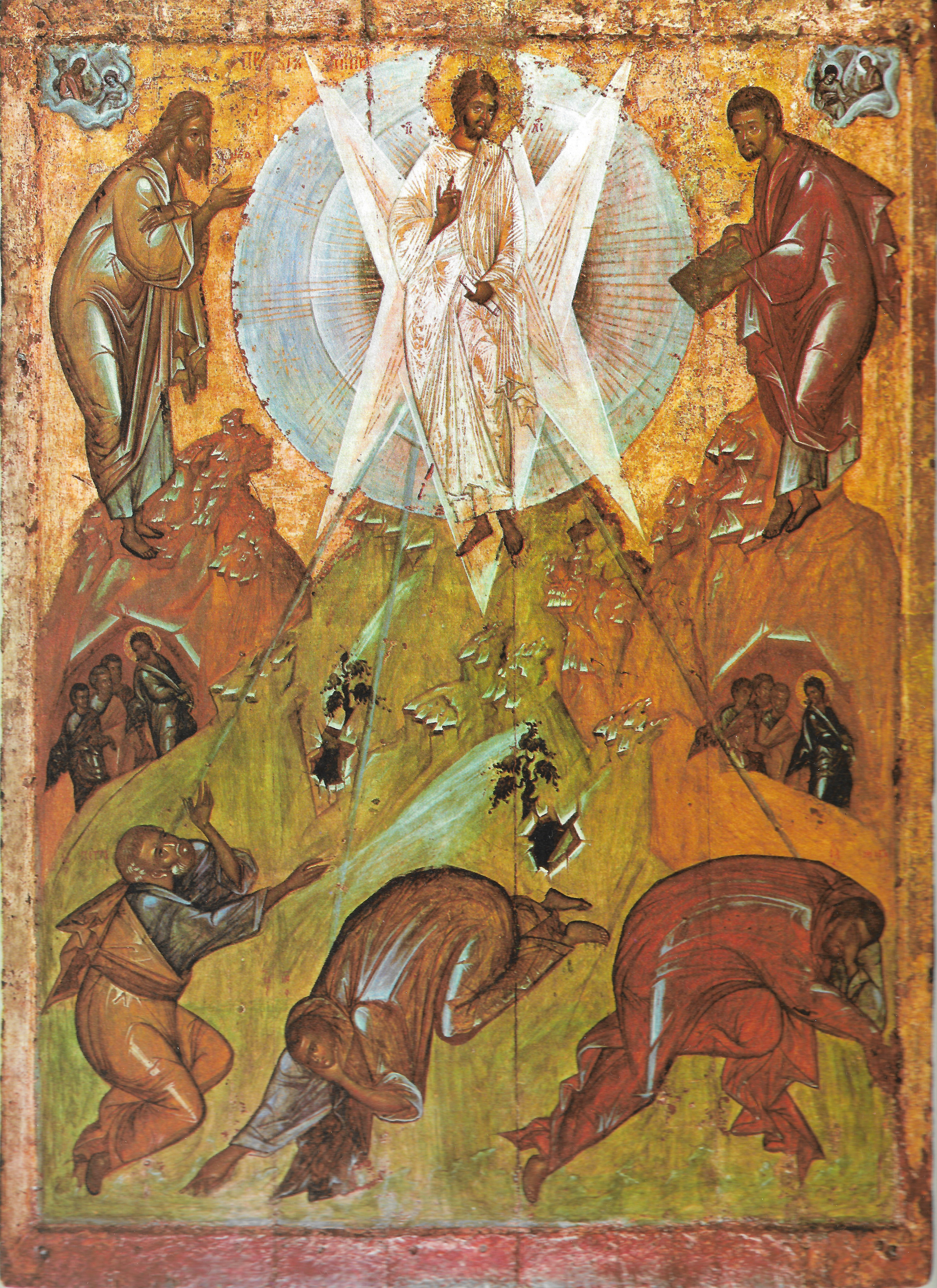
Преображення Господнє. Давня ікона, на якій схематично зображено «фаворське світло» у вигляді світлого кола

Фаворське світло, нетварне світло ― неземне, божественне світіння, що виникає в ході сходження Божественної благодаті та діє на обраного Богом святого. Одне з ознак Божої Сили та Слави у християнстві. Окремі дослідники зазначають, що фаворське світло несе в собі ознаку майбутнього другого пришестя Христа, адже саме воно буде нескінченно освітлювати гідних після Страшного суду в «нескінченності віків». Таким чином, дане світло не є вигадкою людської свідомості, а виступає суто Божим творінням. Також даний термін тісно пов'язується з Мандорлою — особливою формою німбу, витягнутою у вертикальному напрямі, усередині якого міститься зображення почесних християнських святих.

## Історія
Сам термін пов'язується з відомим прибічником ісихазму, що проживав в XIV ст., святого Григорія Палами, який вважається чи не основним дослідником фаворського світла. Через це його прозвали «сином Божественного Світла». Саме з міркувань св. Палами випливає друга назва фаворського світла — «нетварне світло», дана йому через те, що його сутність була цілком справжньою та не являлася витвором людської уяви. Св. Палама та його послідовники вважали, що силою віри, покаяння та безупинних молитов люди здатні стати не тільки високодуховними, але й богоносними, адже з дотриманням цих правил вони отримують можливість бачити те саме фаворське Божественне світло та, навіть, перебувати в його променях. Проти вчення св. Палами виступав монах-філософ Варлаам Каллабрійський, який відкидав ідею Божественного світла та вважав, що простим людям неможливо стати «богоносними», адже їм не осягнути та не пізнати Бога як такого, і що зробити це можна лише шляхом тривалого інтелектуального аналізу Писання та богословських книг. Тому, гадав Варлаам, навчання є набагато правильнішим, ніж молитва простих неосвічених християн (на його думку, саме таких, яким був Палама), а бачене ними світло, як і світло фаворське, є «тварне», тобто витвором людської уяви. Та вже на П'ятому Константинопольському соборі, скликаного 1341 р. в Константинополі, єресь Варлаама була засуджена та викорінена. З того часу в богословській думці утвердилося роз'яснення Божественного світла св. Паламою як світла, створеного самим Богом, спостерігати яке після належної духовної підготовки може кожен ревний християнин.
Вживання св. Григорієм Паламою даного терміну можна характеризувати насамперед з його прив'язкою до відомих євангельських подій на горі Фавор, коли під час Преображення вершина гори наповнилась Божественним світлом, білизна якого була наповнена тонкою павутиною золотих променів. Воно покрило Ісуса Христа та Його одяг, а також шати об'явлених пророків Іллі та Мойсея, які з Ним говорили (Мт. 17:1–6). У Святому Письмі існують також свідчення того, що фаворське світло як Божа слава проявило себе не лише на горі Фавор, адже з'являлося апостолу Павлу на його шляху в Дамаск, про що йдеться в наступних рядках: «Коли ж він ішов і наближався вже до Дамаска, раптом його осяяло світло з неба» (Дії 9:3) та первомученику Стефану під час однієї зі своїх проповідей: «Ось я бачу відчинене небо, і Сина Людського, що по Божій правиці стоїть!» (Дії 7:55). Те, що це світло справді було Божим творінням підтверджує й сам Ісус Христос, який повторював своїм учням, що: «Я — Світло для світу; хто піде вслід за Мною, той не ходитиме в темряві, а матиме світло життя» (Ін. 8:12).
Згодом, зважаючи на глибоке шанування Небесного світла в час становлення ранньонаціональних релігій, серед яких особливо — християнської традиції, впродовж його тисячолітнього формування виникла ціла низка різнорідних спроб зобразити вищезазначені події в іконописі, окремі зразки якого демонструють численні спроби митців-іконописців інтерпретувати прояв Божественної енергії та висвітлити її у всій своїй повноті (детальніше ознайомитися з їхніми зразками можна тут).